# Natalja Borissowna Derjugina
Natalja Borissowna Derjugina (russisch Наталья Борисовна Дерюгина, wiss. Transliteration Natal'ja Borisovna Derjugina; * 23. April 1971 in Moskau, Sowjetunion) ist eine ehemalige russische Handballspielerin, die an den Olympischen Sommerspielen 1992 teilnahm.

## Karriere
Derjugina spielte in ihrer Geburtsstadt beim KSK Lutsch Moskau. Nachdem die Kreisläuferin kurz bei Spartak Kiew unter Vertrag gestanden hatte, kehrte sie nach Moskau zurück. Im Jahr 1994 wechselte Derjugina zum dänischen Erstligisten Viborg HK. Für den Wechsel erhielt sie eine Genehmigung vom russischen Handballverband, da zu diesem Zeitpunkt russische Nationalspielerinnen erst mit 25 Jahren in das Ausland wechseln durften. Im Gegenzug musste sie weiterhin für die Nationalmannschaft zur Verfügung stehen. Mit Viborg gewann sie 1995, 1996, 1997, 1999, 2001 und 2002 die dänische Meisterschaft, 1996 den dänischen Pokal sowie 1999 den EHF-Pokal. Im Jahr 2003 beabsichtigte Derjugina ihre Karriere zu beenden, jedoch unterschrieb sie stattdessen einen Vertrag beim dänischen Verein Aalborg DH. Nach fünf Jahren in Aalborg beendete sie schließlich ihre Karriere.
Derjugina gewann mit der sowjetischen Juniorinnennationalmannschaft in den Jahren 1989 und 1991 die U-20-Weltmeisterschaft. Mit der Mannschaft der Gemeinschaft Unabhängiger Staaten gewann sie bei den Olympischen Spielen 1992 in Barcelona die Bronzemedaille. Derjugina erzielte in fünf Turnierspielen insgesamt 14 Treffer. Anschließend gehörte sie dem Kader der russischen Nationalmannschaft an. Bei der Weltmeisterschaft 1997 wurde sie in das All-Star-Team gewählt.